# Eustache Deschamps
Eustache Deschamps, även kallad Morel, född omkring 1345, död 1404, var en fransk diplomat och poet.
Deschamps har efterlämnat ungefär 1.100 ballader, 200 rondeaux, andra lyriska dikter, två stora ofullbordade allegorier (bland dem Miroir de mariage) med flera verk. Även den första franska poetiken, Art de dictier, härstammar från Deschamps Oeuvres complètes som utgavs av Henry-Édouard, markis Queux de Saint-Hilaire och G. Raynaud i 11 band 1878-1903.